# Минуле і сучасне Кам'янця-Подільського
«Мину́ле і суча́сне Кам'янця́-Поді́льського» — назва випусків нарисів про політиків, військових, підприємців, діячів освіти, науки, культури й медицини, чиє життя було пов'язане чи нині пов'язане з Кам'янцем-Подільським.

## Перший випуск
2003 року побачив світ перший випуск (38 постатей). Автори нарисів — Олександр Завальнюк і Олександр Комарніцький.

### 14—18 століття
- Коріатовичі
- Бретфус Йокуб
- Кам'янчанин Ісайя
- Володийовський Юрій-Михал (Єжи)
- Вітте Ян
- Потоцька Софія

### 19 століття
- Кармалюк Устим
- Даль Володимир Іванович
- Гогоцький Сильвестр Сильвестрович
- Грейм Михайло Йосипович
- Роллє Йосип Йосипович (Юзеф Антоній)
- Фаренгольц Едмунд Федорович
- Ганицький Тадеуш Діонісович
- Савіна Марія Гаврилівна

### 20 — початок 21 століття
- Сіцінський Юхим (Євфимій) Йосипович
- Заболотний Данило Кирилович
- Леонтович Микола Дмитрович
- Розвадовський В'ячеслав Костянтинович
- Огієнко Іван Іванович
- Збарський Борис Ілліч
- Гагенмейстер Володимир Миколайович
- Годованець Микита Павлович
- Чеботарьов Микола Григорович
- Онацький Євген Дометійович
- Бажан Микола Платонович
- Тонкочеєв Григорій Андрійович
- Кукуруза Сергій Васильович
- Бєляєв Володимир Павлович
- Горшков Сергій Георгійович
- Дмитерко Любомир Дмитрович
- Сис Тамара Андріївна
- Брик Дмитро Іванович
- Лєсовой Олександр Миколайович
- Барбарук Станіслав Антонович
- Лундишев Віктор Миколайович
- Аносов Михайло Дмитрович
- Мазурчак Олександр Володимирович
- Бабій Сергій Віталійович

## Другий випуск
2007 року побачив світ другий випуск (67 постатей). Автори нарисів — Олександр Завальнюк, Олександр Комарніцький і Вадим Стецюк.

### 16—18 століття
- Юзеф де Вітт
- Ян де Вітте-молодший (Іван Йосипович Вітт)
- Антоній Новіна Злотницький
- Олександр Комулео
- Герасим Данилович Смотрицький

### 19 — перша половина 20 століття
- Костянтин Миколайович Батюшков
- Микола Оверкович Битинський
- Петро Миколайович Бучинський
- Григорій Опанасович Вержбицький
- Михайло Опанасович Драй-Хмара
- Павло Гнатович Житецький
- Федір Олександрович Колодій
- Іван Васильович Лучицький
- Марко Єрофійович Мазуренко
- Осип Назарук
- Дмитро Одрина
- Всеволод Михайлович Петрів
- Микола Іванович Пирогов
- Віктор Кіндратович Приходько
- Степан Васильович Руданський
- Анатолій Патрикійович Свидницький
- Сергій Миколайович Сергєєв-Ценський
- Кость Григорович Солуха
- Павло Феофанович Шандрук
- Каленик Васильович Шейковський
- Семен Ілліч Шохор-Троцький
- Григорій Юхимович Янушевський

### 20 століття
- Сава Захарович Божко
- Михайло Опанасович Булгаков
- Микола Григорович Бурачек
- Антон Федорович Васютинський
- Клавдій Сафонович Веліканов
- Остап Вишня (Павло Миколайович Губенко)
- Володимир Олександрович Геринович
- Дарманський Микола Миколайович
- Наталя Львівна Забіла
- Іван Степанович Зеленюк
- Іван Вікторович Івах
- Євген Олександрович Ківільша
- Микола Олександрович Кільчевський
- Євген Васильович Мазурик
- Семен Сергійович Сербін
- Євгенія Казимирівна Станішевська

### 20— початок 21 століття
- Святослав Олександрович Бадик
- Лев Васильович Баженов
- Микола Іванович Бахмат
- Дмитро Сергійович Васильянов
- Валерій Григорович Гордійчук
- Семен Іванович Дарчук
- Леонід Олексійович Дьяконов
- Анатолій Іванович Качуровський
- Анатолій Олексійович Копилов
- Володимир Улянович Крилов
- Борис Михайлович Кушнір
- Павло Павлович Марковський
- Микола Петрович Мельник
- Василь Іванович Мельницький
- Тетяна Юхимівна Очеретенко
- Майя Антонівна Печенюк
- Надія Костянтинівна Підскоцька
- Володимир Петрович Пташник
- Микола Миколайович Розбам
- Михайло Іванович Самокиш
- Валерій Андрійович Смолій
- Валерій Степанович Степанков
- Аркадій Семенович Укупник
- Адам Михайлович Яхієв